# Пение птиц (роман)
«Пение птиц» (англ. Birdsong) — роман британского писателя Себастьяна Чарльза Фолкса, написанный в 1993 году. В нём рассказывается о жизни Стивена Рейсфорда до и во время Первой мировой войны. «Пение птиц» является частью трилогии, которая включает также романы «Шарлотта Грей» и «Девочка и Золотой Лев». Книга заняла 13-е место в опросе «200 лучших книг по версии BBC». На русском языке роман впервые издан под названием "И пели птицы..." в переводе Ильина Сергея в 2014 году.

## Сюжет
Большая часть романа сосредоточена на жизни Стивена во Франции до и во время войны, однако история также повествует о жизни его внучки, Элизабет, и её попытках узнать как можно больше о жизни деда в Первую мировую войну. На написание романа автора вдохновили работы Зигфрида Сассуна и Уилфреда Оуэна.

## Структура
Роман разбит на 7 частей, действие в которых происходит в различных временных периодах XX века.

### Франция 1910
Стивен Рейсфорд прибывает в Амьен (Франция), чтобы по просьбе своего богатого опекуна некоторое время поработать на текстильной фабрике Рене Азера. Стивен останавливается в доме его семьи (также там проживают его вторая жена Изабель и дети от первого брака Лизетт и Грегуар).
Стивен уже долгое время ведёт личный дневник, но кодирует язык, чтобы никто, кроме него самого, не смог его расшифровать.
После недолгого пребывания в стенах этого дома, Стивен понимает, что в отношениях Изабель и Рене есть что-то неладное.
Однажды ночью Стивен слышит, как Рене избивает жену. Позже мы узнаём от Изабель, что таким образом Рене вымещает злость из-за того, что не может больше иметь детей.
От рабочих на фабрике Стивен узнаёт, что готовится забастовка.
Изабелль втайне от мужа носит еду Люсьену Лебрану, одному из рабочих фабрики Рене. Лебран, в свою очередь, раздаёт еду семьям других рабочих, которые также едва сводят концы с концами.
Стивен и Изабель влюбляются, и у них начинается тайная любовная связь. Днём, когда детей и Рене нет дома, они уединяются в Красной комнате.
Шестнадцатилетняя Лизетт влюбляется в Стивена, хотя он не отвечает ей взаимностью. На пикнике, в день прогулки по реке Сомма со всей семьёй Азеров и их друзей—супругов Бера, Лизетт находит Стивена, уединившегося на берегу реки. Она пытается его соблазнить, но тот не поддаётся. Лизетт шантажирует Стивена и грозится рассказать отцу, что она слышала, чем Стивен и Изабель занимаются в Красной Комнате. Тогда он соглашается на её просьбу «потрогать её так, как Изабель», чтобы она не выдала тайну.
После забастовки на фабрике Рене, вернувшись домой, говорит Изабель, что знает о её походах к Люсьену, а также что Люсьен — её любовник. Изабель, не в силах скрывать, признаётся, что у неё есть любовник, но это не Люсьен, а Стивен.
Изабель и Стивен вместе сбегают и снимают дом в другом городе. Изабель узнаёт, что беременна, но решает не говорить Стивену о ребёнке. Её мучает чувство вины перед семьёй и детьми Рене, которых она очень любит. Изабелль пишет письмо сестре Жанн, затем собирает вещи и уходит от Стивена, пока он на работе.

### Франция 1916
Мы встречаемся со Стивеном 6 лет спустя незадолго до битвы на реке Сомма. Он — лейтенант британской армии, полностью изменившийся и ожесточившийся человек. Однополчане называют его холодным, сухим, «бешеным», многие замечают, что он «не от мира сего» — ни следа не осталось от энергичного и пылкого Стивена 6 лет назад. Всем своим солдатам без исключения он отказывает в увольнении. Единственный человек, к которому Стивен испытывает более или менее тёплые чувства — капитан Майкл Уиер.
В этой части мы также впервые встречаемся с Джеком Файербрейсом, бывшим шахтёром, одним из тех, кому поручено прорывать тоннели к вражеским окопам и закладывать под ними мины. Дома у Джека остались жена и больной сын Джон.
Стивен спускается в прорытый тоннель, чтобы оценить проделанную работу. Один из солдат Стивена, Хант, начинает паниковать. Стивен пытается его утихомирить и, направив на Ханта пистолет, грозится его пристрелить. Но уже поздно, из-за Ханта «боши» (немцы) слышат, что рядом с ними британцы и взрывают тоннель. Стивен получает тяжёлое ранение. Некоторое время Стивена считают погибшим, однако он чудом выздоравливает.
Накануне атаки, Стивен узнаёт, что колючая проволока немцев так и не была перерезана и он должен вести солдат на верную смерть. Стивену запрещают сообщать об этом своим солдатам и приказывают слепо слушаться приказов командования. Понимая, что утром он может погибнуть, Стивен пишет письмо Изабель. Он признаётся, что она — единственная женщина, в которую он когда-либо был влюблён.

### Англия 1978
Эта часть повествует о внучке Стивена, Элизабет. Она пытается узнать, кем он был, каким он был отцом, что с ним произошло во время войны. По пути к своему женатому бойфренду Роберту, Элизабет заезжает на кладбище погибших в первой мировой войне. К её изумлению, большая часть похороненных — неопознанные солдаты. Элизабет находит некоторые из множества закодированных дневников Стивена и пытается их расшифровать.

### Франция 1917
Уиер отправляется домой в увольнение, но понимает, что он больше не может общаться со своей семьёй — война его слишком сильно изменила, и его не трогают будничные заботы родственников. Они, в свою очередь, не в силах понять, каково это — быть на войне.
Стивен видится с Изабель благодаря Жанн, её сестре, которую он случайно встречает в городе. Жанн неохотно говорит, что Изабель вернулась к Рене и детям, после того, как ушла от Стивена. Он настаивает на встрече с Изабель, и Жанн соглашается ему в этом помочь. Изабель рассказывает ему, что в начале войны была ранена при бомбардировке дома — левая сторона её лица и тела изрезаны шрамами. Также она рассказывает Стивену, что помолвлена с немецким солдатом Максом и скоро покинет Францию, чтобы быть рядом с ним.
Стивен отправляется в Лондон, а затем в Норфолк, чтобы отдохнуть от войны и жизни в окопах.
После отъезда Изабелль Стивен посещает Жанн и они становятся друзьями. Стивен признаётся, что боится возвращаться на передовую. Жанн обещает его ждать.
Друг Стивена Уиер погибает от пули снайпера на передовой.

### Англия 1978—1979
Муж подруги Элизабет расшифровывает дневники Стивена. Она пытается найти выживших однополчан Стивена — Грея и Бреннана.
Элизабет узнаёт, что ждёт ребёнка от Роберта.

### Франция 1918
Немцы подрывают тоннель, в котором находятся Стивен, Джек Файербрейс и другие солдаты. Все погибают, кроме них двоих, но они оказываются в ловушке. Вскоре Джек также погибает, но он успевает рассказать Стивену, как можно выбраться из-под земли. Перед смертью Джека Стивен обещает назвать своего сына, если он у него родится, в честь погибшего от дифтерии два года назад Джона, сына Джека. Через несколько дней Стивена спасает немецкий офицер, еврей Леви. Он сообщает Стивену, что война уже окончилась.
Вдохновением для подобного конца романа послужило стихотворение У. Оуэна «Странная встреча».

### Англия 1979
Франсуаза (мать Элизабет) рассказывает, что её воспитали Стивен и Жанн, которые обосновались в Норфолке после войны; её родная мать, Изабель, скончалась в Бельгии в 1918 году от гриппа.
Элизабет признаётся матери, что беременна.
Элизабет и Роберт отправляются в путешествие в Дорсет. Там у неё рождается сын Джон, названный в честь умершего сына Джека Файербрейса. Таким образом, Элизабет сдерживает обещание Стивена, данное Джеку перед его смертью в тоннеле более 60 лет назад.

## Театральная постановка и экранизации
Пьеса «Пение птиц» была поставлена в Театре Комедии Гарольда Пинтера в Лондоне, в Вест-Энде и шла с 28 сентября 2010 по 15 января 2011. На роль Стивена был выбран британский актёр Бен Барнс, Изабель — Женевьев О'Рейли, Джека Файербрейса — Ли Росс, Рене Азера — Николас Фаррелл, Жанн — Зои Уолтерс. Режиссёр постановки — Тревор Нанн.
В 2012 на экраны вышла экранизация романа, снятая каналом BBC. Роль Стивена получил британский актёр Эдди Рэдмейн, Изабель — Клеманс Поэзи.